# Раднево (община)
Община Раднево се намира в Южна България и е една от съставните общини на област Стара Загора.

## География

### Географско положение, граници, големина
Общината се намира в югоизточната част на Област Стара Загора. С площта си от 545,145 km2 е 3-та по големина сред 11-те общини на областта, което съставлява 10,57% от територията на областта. Границите ѝ са следните:
- на юг – община Гълъбово;
- на югозапад – община Опан;
- на северозапад – община Стара Загора;
- на север – община Нова Загора, Област Сливен;
- на изток – община Тунджа, Област Ямбол и община Тополовград, Област Хасково.

### Природни ресурси

#### Релеф
Релефът на общината е равнинен и хълмист, като територията ѝ изцяло попада в крайните източни предели на Горнотракийската низина. Максималната ѝ височина от 360,6 m се намира на около 3 km югоизточно от село Полски Градец, на границата с община Тополовград, а минималната от 93 m н.в. – южно от село Любеново, на границата с община Гълъбово, в коритото на река Сазлийка.

#### Води
Основна водна артерия на община Раднево е река Сазлийка (ляв приток на Марица), която протича през нея с част от средното и част от долното си течение. Тя навлиза в общината западно от село Коларово и се насочва на изток. Минава южно от него и северно от село Боздуганово, при село Сърнево завива на югоизток покрай селата Диня и Тополяне, а при град Раднево продължава в южна посока. Минава покрай селата Бели бряг и Любеново и южно от последното навлиза в община Гълъбово. На територията на община Раднево река Сазлийка получава девет по-големи притока:
- Азмака (ляв). На територията на общината протичат последните ѝ 5 km и се влива северозападно от село Боздуганово;
- Бедечка (ляв). На територията на общината протичат последните ѝ 5 km и се влива северно от село Боздуганово;
- Хамамдере (десен);
- Кумруджа (ляв). На територията на общината протичат последните ѝ 7 km и се влива западно от град Раднево;
- Блатница (ляв). На територията на общината протичат последните ѝ 5 km и се влива в южната част на град Раднево;
- Дундарлия (Дунда, десен, 27 km). Тя извира на 160 m н.в., на 1,7 km югоизточно от с. Бъдеще, община Стара Загора. До село Трънково тече на изток под името Колаксъза, а след това на югоизток в плитка долина с много малък надлъжен наклон през Горнотракийската низина с много меандри. Влива се отдясно в река Сазлийка на 100 m н.в., на 150 m югозападно от село Бели бряг. Площта на водосборния ѝ басейн е 66 km2, което представлява 2,0% от водосборния басейн на Сазлийка.
- Батканлийска река (десен);
- Курудере (десен);
- Овчарица (ляв, най-голям приток). На нея, южно от ТЕЦ Марица изток 2 е изградене големият язовир Овчарица, като в пределите на община Раднево попада неговата долна част. Реката тече в югоизточна посока покрай селата Ковачево и Трояново, югозападно от последното навлиза в община Гълъбово и след 3 km се влива в Сазлийка.

Освен големия язовир Овчарица на територията на община Раднево са изградени множество микроязовири, водите на които се използват основно за напояване на обширните обработваеми земи. По-големи от тях са: Ковачево, Гледачево, Искрица 1 и 2, Любеново, Константиновиц, Трънково, Раднево, Даскал Атанасово и др.

## Население
Численост на населението според преброяванията през годините:
| \| Година на преброяване \| Численост \| \| --------------------- \| --------- \| \| 1934 \| 26 612 \| \| 1946 \| 28 248 \| \| 1956 \| 27 671 \| \| 1965 \| 31 597 \| \| 1975 \| 30 949 \| \| 1985 \| 27 335 \| \| 1992 \| 26 244 \| \| 2001 \| 24 280 \| \| 2011 \| 20 079 \| \| 2021 \| 16 585 \| |           |
| Година на преброяване | Численост |
| 1934 | 26 612    |
| 1946 | 28 248    |
| 1956 | 27 671    |
| 1965 | 31 597    |
| 1975 | 30 949    |
| 1985 | 27 335    |
| 1992 | 26 244    |
| 2001 | 24 280    |
| 2011 | 20 079    |
| 2021 | 16 585    |

### Етнически състав
Численост и дял на етническите групи според преброяването на населението през 2011 г., по населени места (подредени по численост на населението):
| Населено място   | Численост | Численост | Численост | Численост | Численост | Численост           | Численост     | Населено място   | Дял (в %) | Дял (в %) | Дял (в %) | Дял (в %) | Дял (в %)           | Дял (в %)     |
| Населено място   | Общо      | Българи   | Турци     | Цигани    | Други     | Не се самоопределят | Не отговорили | Населено място   | Българи   | Турци     | Цигани    | Други     | Не се самоопределят | Не отговорили |
| Общо             | 20 079    | 17 430    | 199       | 1202      | 43        | 73                  | 1132          | 100              | 86,80     | 0,99      | 5,98      | 0,21      | 0,36                | 5,63          |
| ---------------- | --------- | --------- | --------- | --------- | --------- | ------------------- | ------------- | ---------------- | --------- | --------- | --------- | --------- | ------------------- | ------------- |
| Раднево          | 12 854    | 11 086    | 46        | 713       | 28        | 45                  | 936           | Раднево          | 86,24     | 0,35      | 5,54      | 0,21      | 0,35                | 7,28          |
| Сърнево          | 1438      | 1185      | 14        | 218       |           |                     | 15            | Сърнево          | 82,4      | 0,97      | 15,15     |           |                     | 1,04          |
| Трояново         | 669       | 512       | 70        | 55        |           |                     | 21            | Трояново         | 76,53     | 10,46     | 8,22      |           |                     | 3,13          |
| Знаменосец       | 606       | 599       |           |           |           | 0                   | 1             | Знаменосец       | 98,84     |           |           |           | 0                   | 0,16          |
| Коларово         | 522       | 486       |           | 25        |           |                     | 8             | Коларово         | 93,10     |           | 4,78      |           |                     | 1,53          |
| Ковачево         | 513       | 484       | 18        | 5         | 3         | 0                   | 3             | Ковачево         | 94,34     | 3,50      | 0,97      | 0,58      | 0                   | 0,58          |
| Боздуганово      | 487       | 409       |           | 72        |           |                     | 2             | Боздуганово      | 83,98     |           | 14,78     |           |                     | 0,41          |
| Полски Градец    | 475       | 452       |           | 18        |           |                     | 1             | Полски Градец    | 95,15     |           | 3,78      |           |                     | 0,21          |
| Трънково         | 435       | 284       |           | 65        |           |                     | 81            | Трънково         | 65,28     |           | 14,94     |           |                     | 18,62         |
| Любеново         | 407       | 364       | 17        |           |           |                     | 19            | Любеново         | 89,43     | 4,17      |           |           |                     | 4,66          |
| Даскал-Атанасово | 316       | 286       | 21        | 0         | 0         | 0                   | 9             | Даскал-Атанасово | 90,5      | 6,64      | 0         | 0         | 0                   | 2,84          |
| Землен           | 183       | 182       | 0         | 0         | 0         | 0                   | 1             | Землен           | 99,45     | 0         | 0         | 0         | 0                   | 0,54          |
| Диня             | 179       | 177       | 0         | 0         | 0         | 0                   | 2             | Диня             | 98,88     | 0         | 0         | 0         | 0                   | 1,11          |
| Тополяне         | 164       | 161       | 0         |           |           |                     | 2             | Тополяне         | 98,17     | 0         |           |           |                     | 1,21          |
| Тихомирово       | 144       | 113       |           |           | 0         |                     | 29            | Тихомирово       | 78,47     |           |           | 0         |                     | 20,13         |
| Бели бряг        | 143       | 136       | 3         | 4         | 0         | 0                   | 0             | Бели бряг        | 95,10     | 2,09      | 2,79      | 0         | 0                   | 0             |
| Свободен         | 130       | 128       |           | 0         |           |                     | 0             | Свободен         | 98.46     |           | 0.00      |           |                     | 0.00          |
| Маца             | 99        | 89        |           | 10        |           |                     | 0             | Маца             | 89.89     |           | 10.10     |           |                     | 0.00          |
| Рисиманово       | 95        | 89        |           | 5         |           |                     | 0             | Рисиманово       | 93.68     |           | 5.26      |           |                     | 0.00          |
| Българене        | 85        | 77        |           | 6         |           |                     | 0             | Българене        | 90.58     |           | 7.05      |           |                     | 0.00          |
| Ковач            | 82        | 79        | 0         |           |           |                     | 1             | Ковач            | 96.34     | 0.00      |           |           |                     | 1.21          |
| Константиновец   | 53        | 52        | 0         | 0         | 0         | 0                   | 1             | Константиновец   | 98.11     | 0.00      | 0.00      | 0.00      | 0.00                | 1.88          |
| Гледачево        | 0         | 0         | 0         | 0         | 0         | 0                   | 0             | Гледачево        | 0.00      | 0.00      | 0.00      | 0.00      | 0.00                | 0.00          |
| Овчарци          | 0         | 0         | 0         | 0         | 0         | 0                   | 0             | Овчарци          | 0.00      | 0.00      | 0.00      | 0.00      | 0.00                | 0.00          |

### Населени места
Общината има 24 населени места с общо население от 16 585 жители към 7 септември 2021 г.
| Населено място   | Население (2021 г.) | Площ на землището km2 | Забележка (старо име)    | Населено място | Население (2021 г.) | Площ на землището km2 | Забележка (старо име)           |
| ---------------- | ------------------- | --------------------- | ------------------------ | -------------- | ------------------- | --------------------- | ------------------------------- |
| Бели бряг        | 56                  | 10,612                |                          | Любеново       | 327                 | 20,604                | Джадъ гьол                      |
| Боздуганово      | 365                 | 22,980                | Боздуванджии, Грудево    | Маца           | 65                  | 10,614                |                                 |
| Българене        | 88                  | 7,819                 | Тюркмен махле, Българени | Овчарци        | –                   | 14,343                | Мая Курфалии                    |
| Гледачево        | -                   | 25,916                | Куфалчево                | Полски Градец  | 283                 | 46,482                | Дилджилери, Градец              |
| Даскал Атанасово | 214                 | 19,172                | Хаджи Айвалии            | Раднево        | 10597               | 84,509                | Радне махле                     |
| Диня             | 181                 | 14,478                | Карпусча                 | Рисиманово     | 84                  | 6,879                 |                                 |
| Землен           | 181                 | 12,162                | Топрак хисар             | Свободен       | 118                 | 19,079                | Азаплии                         |
| Знаменосец       | 588                 | 21,489                | Кара бурун               | Сърнево        | 1364                | 44,833                | Караджалии                      |
| Ковач            | 85                  | 6,828                 | Налдюкен                 | Тихомирово     | 109                 | 12,985                | Япча                            |
| Ковачево         | 342                 | 46,709                | Налбантлари, Ковачово    | Тополяне       | 210                 | 8,196                 | Кавак махле                     |
| Коларово         | 556                 | 24,939                | Арабаджиево              | Трояново       | 298                 | 22,041                | Кара Алли                       |
| Константиновец   | 37                  | 12,274                | Батаканлии               | Трънково       | 437                 | 29,202                |                                 |
|                  |                     |                       |                          | ОБЩО           | 16585               | 545,145               | няма населени места без землища |

## Административно-териториални промени
- Указ № 113/обн. 06.05.1898 г. – преименува с. Джадъ гьол на с. Любеново;
- Указ № 462/обн. 21.12.1906 г. – преименува с. Боздуванджии на с. Боздуганово;

– преименува с. Тюркмен махле на с. Българени;
– преименува с. Куфалчево на с. Гледачево;
– преименува с. Голямо Терфилии на с. Голяма детелина;
– преименува с. Дилджилери на с. Градец;
– преименува с. Хаджи Айвалии на с. Даскал Атанасово;
– преименува с. Налбантлари на с. Ковачово;
– преименува с. Арабаджиево на с. Коларово;
– преименува с. Батаканлии на с. Константиновец;
– преименува с. Малко Терфилии на с. Малка детелина;
– преименува с. Радне махле на с. Раднево;
– преименува с. Азаплии на с. Свободен;
– преименува с. Битлиджа на с. Староселец;
– преименува с. Караджалии на с. Сърнево;
– преименува с. Кара Алли (Кара Алии) на с. Трояново;
– преименува с. Кършалии на с. Трън;
– преименува с. Пазарджик на с. Търговище;
- МЗ № 2820/обн. 14.08.1934 г. – преименува с. Карпусча на с. Диня;

– преименува с. Топрак хисар на с. Землен;
– преименува с. Кара бурун на с. Знаменосец;
– преименува с. Налдюкен на с. Ковач;
– преименува с. Мая Курфалии на с. Овчарци;
– преименува с. Япча на с. Тихомирово;
– преименува с. Кавак махле на с. Тополяне;
- Указ № 165/обн. 05.04.1950 г. – преименува с. Боздуганово на с. Грудево;
- Указ № 191/обн. 22.04.1950 г. – преименува с. Трън на с. Гипсово;
- Указ № 513/обн. 24.11.1959 г. – заличава с. Гипсово и го присъединява към с. Раднево;
- Указ № 169/обн. 10.05.1960 г. – преименува с. Градец на с. Полски Градец;
- Указ № 546/обн. 15.09.1964 г. – признава с. Раднево за гр. Раднево;
- Указ № 57/обн. 05.02.1965 г. – заличава с. Търговище поради изселване;
- Указ № 960/обн. 4 януари 1966 г. – уточнява името на с. Българени на с. Българене;

– осъвременява името на с. Ковачово на с. Ковачево;
- Указ № 2294/обн. 26.12.1978 г. – заличава с. Староселец поради изселване;
- Указ № 2932/обн. 30.09.1983 г. – заличава с. Малка детелина поради изселване;
- Указ № 4314/обн. 07.12.1984 г. – заличава с. Голяма детелина поради изселване;
- Указ № 3005/обн. 09.10.1987 г. – закрива община Млекарево и присъединява селата Маца и Полски Градец) към община Раднево, а останалите към община Нова Загора;
- Указ № 94/обн. 17.04.1992 г. – възстановява старото име на с. Грудево на с. Боздуганово.

## Транспорт
През средата на общината, от север на юг, на протежение от 18,1 km преминава участък от трасето на жп линията Нова Загора – Симеоновград от Железопътната мрежа на България.
През общината преминават частично 7 пътя от Републиканската пътна мрежа на България с обща дължина 76,9 km:
- участък от 16,7 km от автомагистрала Тракия (от km 210,6 до km 227,3);
- участък от 13,5 km от Републикански път II-55 (от km 119,7 до km 133,2);
- участък от 20,9 km от Републикански път II-57 (от km 10,6 до km 31,5);
- последният участък от 3,4 km от Републикански път III-536 (от km 42,4 до km 45,8);
- участък от 15,8 km от Републикански път III-554 (от km 20,6 до km 36,4);
- началният участък от 3,3 km от Републикански път III-559 (от km 0 до km 3,3);
- началният участък от 3,3 km от Републикански път III-5701 (от km 0 до km 3,3).

## Топографска карта
- Лист от карта K-35-52. Мащаб: 1 : 100 000.
- Лист от карта K-35-64. Мащаб: 1 : 100 000.
- Лист от карта K-35-65. Мащаб: 1 : 100 000.